# Marvin Wentworth
Marvin Wentworth, surnommé Cy Wentworth, (né le 24 janvier 1905 à Grimsby, province de l'Ontario au Canada - mort le 10 octobre 1982) est un joueur professionnel canadien de hockey sur glace. Il évoluait au poste de défenseur,.

## Carrière de joueur
Il a commencé sa carrière en 1926 avec les Cardinals de Chicago dans la Association de hockey amateur. En 1927, il a débuté dans la Ligue nationale de hockey avec les Black Hawks de Chicago. Il a été capitaine de l'équipe. Il a remporté la Coupe Stanley en 1934-1935 avec les Maroons de Montréal. Il a également joué avec les Canadiens de Montréal. Il met un terme à sa carrière en 1940.

## Trophées et honneurs personnels
- Ligue nationale de hockey
  - 1935 : élu dans la seconde équipe d'étoiles.
  - 1937 : participe au Match des étoiles.
  - 1937 : participe au Match des étoiles.

## Statistiques
| Saison     | Équipe                      | Ligue      |     | Saison régulière | Saison régulière | Saison régulière | Saison régulière | Saison régulière |    | Séries éliminatoires | Séries éliminatoires | Séries éliminatoires | Séries éliminatoires | Séries éliminatoires |
| Saison     | Équipe                      | Ligue      | PJ  | B                | A                | Pts              | Pun              | PJ               | B  | A                    | Pts                  | Pun                  |                      |                      |
| 1926-1927  | Chicago Cardinals/Americans | AHA        | 34  | 8                | 4                | 12               | 40               |                  |    |                      |                      |                      |                      |                      |
| 1927-1928  | Black Hawks de Chicago      | LNH        | 44  | 5                | 5                | 10               | 31               | --               | -- | --                   | --                   | --                   |                      |                      |
| 1928-1929  | Black Hawks de Chicago      | LNH        | 44  | 2                | 1                | 3                | 44               | --               | -- | --                   | --                   | --                   |                      |                      |
| 1929-1930  | Black Hawks de Chicago      | LNH        | 37  | 3                | 4                | 7                | 28               | --               | -- | --                   | --                   | --                   |                      |                      |
| 1930-1931  | Black Hawks de Chicago      | LNH        | 44  | 4                | 4                | 8                | 12               | 9                | 1  | 1                    | 2                    | 14                   |                      |                      |
| 1931-1932  | Black Hawks de Chicago      | LNH        | 48  | 3                | 10               | 13               | 30               | 2                | 0  | 0                    | 0                    | 0                    |                      |                      |
| 1932-1933  | Maroons de Montréal         | LNH        | 47  | 4                | 10               | 14               | 48               | 2                | 0  | 1                    | 1                    | 0                    |                      |                      |
| 1933-1934  | Maroons de Montréal         | LNH        | 48  | 2                | 5                | 7                | 31               | 4                | 0  | 2                    | 2                    | 2                    |                      |                      |
| 1934-1935  | Maroons de Montréal         | LNH        | 48  | 4                | 9                | 13               | 28               | 7                | 3  | 2                    | 5                    | 0                    |                      |                      |
| 1935-1936  | Maroons de Montréal         | LNH        | 48  | 4                | 5                | 9                | 24               | 3                | 0  | 0                    | 0                    | 0                    |                      |                      |
| 1936-1937  | Maroons de Montréal         | LNH        | 44  | 3                | 4                | 7                | 29               | 5                | 1  | 0                    | 1                    | 0                    |                      |                      |
| 1937-1938  | Maroons de Montréal         | LNH        | 48  | 4                | 5                | 9                | 32               | --               | -- | --                   | --                   | --                   |                      |                      |
| 1938-1939  | Canadiens de Montréal       | LNH        | 45  | 0                | 3                | 3                | 12               | 3                | 0  | 0                    | 0                    | 4                    |                      |                      |
| 1939-1940  | Canadiens de Montréal       | LNH        | 32  | 1                | 3                | 4                | 6                | --               | -- | --                   | --                   | --                   |                      |                      |
| Totaux LNH | Totaux LNH                  | Totaux LNH | 577 | 39               | 38               | 107              | 355              | 35               | 5  | 6                    | 11                   | 20                   |                      |                      |